# 宗秩寮
宗秩寮（そうちつりょう、英語: Bureau of Peerage）は、宮内省に設置された内部部局の一つ。

## 概要
宗秩寮は、宮内省の内部部局の一つであり、皇族、皇族会議、王族及び公族、爵位（爵と位）、華族、朝鮮貴族、並びに有位者に関する事項の事務を掌る。

### 沿革
1876年（明治9年）3月8日から華族の家督その他の願届等を管轄庁の府県等を経由させず直に宮内省へ差し出させることになったことから、この事務を処理する便宜のために同年3月9日に華族一般の諸書類は先ず華族会館を経由し調査の上で館長が副書を宮内省へ差し出すこととして、同年3月10日に宮内省庶務課の中に華族掛を置いて華族に関する事務を取り扱うこととなる。
同年5月8日には華族の身分上の願伺届はすべて宮内省に於いて受理することになったことから、華族から宮内省への上申や宮内省から華族への下達等の便宜のため、同年5月23日に華族を6部に分けて各部長を1人づつ並びにその上に督部長（とくぶちょう）・副督部長（ふくとくぶちょう）を1人づつを置き華族に関する一切の事務を取り扱わさせることにした。
華族に督部長以下を設置することになったので華族会館の所在地に部長局を設けて華族に関する一切の事務を掌理させるため、同年5月26日に督部長宛ての宮内卿指令で附属役員並びに諸入費かつ役局章程を定めた。
華族の宗族制は部長局の下に組織された。
同年12月31日に督部長宛ての宮内省達で部長局職制及び事務章程を定めて部長局が宮内省に隷属することが規定され、部長局職制で督部長1員、華族を統督し政令を遵守させることを掌るとした。
1877年（明治10年）1月10日の宮内省達で東西京に華族部長局（かぞくぶちょうきょく）を置き宮内省に属した。
同年10月18日に宮内省庶務課の中の分掌を修正しており、華族掛の分掌は従前の通りとしたが常務掛の官員が兼務すると定めた。
1882年（明治15年）11月15日に宮内省の中に華族局（かぞくきょく）を設置して東西京華族部長局を廃止し、これまで華族の督部長以下に取り扱わさせていた事務は宮内省の中で行うことになる。
このとき宮内省庶務課華族掛は廃止され、その業務は華族局に引き継がれた。
1884年（明治17年）7月7日の華族令（明治17年奉勅達）により勅旨を以て華族に爵を授け宮内卿がこれを奉行し、爵を分けて公侯伯子男の5等とすることなどが規定され、同年10月3日に宮内省の中の華族局職制（明治17年太政官第81号達）を定め、華族局は華族に関する一切の事務を掌る所とし、華族局の長官は勅任官を以て之に充てた。
1885年（明治18年）12月22日に宮内卿の職制を廃止して内閣の外に宮内大臣を置き、1886年（明治19年）2月4日の宮内省官制（明治19年宮内省第1号達）では華族局に長官1人を置き勅任とし、華族管理の事を掌るとした。
1889年（明治20年）5月4日の叙位条例（明治20年勅令第10号）により位は華族・勅奏任官及び国家に勲功ある者又は表彰すべき功績ある者を叙し、位は宮内大臣が奉宣し、従四位以上は爵に准じ礼遇を享けることなどが規定され、同年5月6日に位階奉宣の事務を華族局に取り扱わせることとした。
1888年（明治21年）5月28日の爵位局官制（明治21年宮内省達第14号）では宮内省の中の華族局を爵位局と改称し、爵・位奉宣の事務及び華族に関する一切の事務を管理するとし、爵位局に長官1人を置き勅任一等とした。
1889年（明治22年）2月11日に皇室典範 (1889年)と大日本帝国憲法を制定し、同年7月23日の宮内省官制（明治22年宮内省達第10号）では爵位局は爵・位及び華族に関する事務を管理するとし、爵位局長1人を置き勅任とした。
1907年（明治40年）6月1日に華族令（明治40年皇室令第2号）を施行し、1908年（明治41年）1月1日に宮内省官制（明治40年皇室令第3号）を施行して爵位寮を置き、爵・位・華族及び有位者に関する事務を掌るとし、寮に頭は1人を置き勅任とした。附則により爵位局長は爵位頭に任ぜられたものとした。
1910年（明治43年）8月29日（韓国併合の日）に明治43年皇室令第18号で宮内省官制を改正して宗秩寮を加えて爵位寮を削り、宗秩寮総裁を置き親任又は勅任とした。宗秩寮としての初代総裁は久我通久。
1921年（大正10年）10月4日に大正天皇の病状が深刻であり、事実上公務を行うことができなくなっている旨の発表がなされ、同年10月7日の宮内省官制（大正10年皇室令第7号）で宗秩寮が掌る事務に皇族会議に関する事項が加えられた。その後、皇族会議及び枢密院の議を経て、同年11月25日に皇太子裕仁親王（後の昭和天皇）が摂政となる。
日本国憲法を施行する前日の1947年（昭和22年）5月2日限りで廃止された。

## 宗秩寮審議会
1910年（明治43年）8月29日の宮内省官制の改正（明治43年皇室令第18号）により宗秩寮に審議会を置き、審議会は皇族、王族及び公族に関する重要の事項に付き諮詢に応じ意見を上奏する、また、審議会は華族の懲戒及び礼遇停止の解除を審議し兼ねて華族及び朝鮮貴族に関する重要の事項に付き宮内大臣の諮問に応じるとされた。審議会は宗秩寮総裁及び宗秩寮審議官より組織し、宗秩寮審議官は枢密顧問官から3名、宮内勅任官から4名、有爵者から5名（公・候・伯・子・男各1人）で、これらの者に就き宮内大臣の奏請によって勅命した。
同年9月12日に宮内大臣渡辺千秋により宗秩寮審議会規則（明治43年宮内省令第11号）を定められ、その第8条により審議会の議事は非公開とされていた。
1921年（大正10年）10月4日に大正天皇の病状が発表されると、同年10月7日の宮内省官制で宗秩寮が掌る事務に皇族会議に関する事項が加えられるとともに、宗秩寮審議会官制（大正10年皇室令第17号）を定めて独立の官制とした。
なお、宗秩寮審議会には華族の懲戒に関する役割があるが、宮内官の懲戒に関してはこのとき宮内官考査委員会官制（大正10年皇室令第16号）が制定された。
宮内省の人事は公開されており、1926年の職員録では有爵者委員の中に近衛文麿の名がある。

## 歴代宗秩寮総裁
| 氏名         | 在任期間                           | 備考             |
| ------------ | ---------------------------------- | ---------------- |
| 岩倉具視     | 明治9年12月31日 - 明治15年11月15日 | 督部長           |
| 香川敬三     | 明治15年11月15日 - 明治17年10月3日 | 兼任華族局長     |
| 浅野長勲     | 明治17年11月7日 - 明治18年7月8日   | 兼任華族局長官   |
| 徳大寺実則   | 明治18年7月8日 - 明治21年5月28日   | 兼任華族局長官   |
| 徳大寺実則   | 明治21年5月28日 - 明治21年10月30日 | 爵位局長官       |
| 岩倉具定     | 明治21年10月30日 - 明治22年7月23日 | 爵位局長官       |
| 岩倉具定     | 明治22年7月23日 - 明治41年1月1日   | 爵位局長         |
| 岩倉具定     | 明治41年1月1日 - 明治42年6月16日   | 爵位頭（爵位寮） |
| 久我通久     | 明治42年6月16日 - 明治43年8月29日  | 爵位頭（爵位寮） |
| 久我通久     | 明治43年8月29日 - 大正6年12月25日  |                  |
| 井上勝之助   | 大正6年12月25日 - 大正10年10月1日  |                  |
| 倉富勇三郎   | 大正10年10月1日 - 大正11年6月3日   |                  |
| 徳川頼倫     | 大正11年6月3日 - 大正14年5月20日   |                  |
| 倉富勇三郎   | 大正14年5月20日 - 大正14年6月8日   |                  |
| 仙石政敬     | 大正14年6月8日 - 昭和8年8月24日    |                  |
| 木戸幸一     | 昭和8年8月24日 - 昭和12年10月22日  |                  |
| 白根松介     | 昭和12年10月22日 - 昭和13年1月18日 | 兼任             |
| 武者小路公共 | 昭和13年1月18日 - 昭和20年7月9日   |                  |
| 松平慶民     | 昭和20年7月9日 - 昭和21年1月16日   |                  |
| 松平康昌     | 昭和21年1月17日 - 昭和22年5月3日   |                  |